# Confessions of a Sociopathic Social Climber
Confessions of a Sociopathic Social Climber, também conhecido como The Social Climber (Brasil: Legalmente Chic ) é um filme estadunidense de comédia romântica, baseado no romance de mesmo nome de Adele Lang. Foi lançado em 12 de março de 2005 e estrelado por Jennifer Love Hewitt como Katya de 28 anos, uma executiva de publicidade mais preocupada em ser uma socialite bem conhecida do que uma boa pessoa. É co-estrelado por Colin Ferguson, Joey Lawrence, Natassia Malthe, Daniel Roebuck e James Kirk.

## Sinopse
Katya Livingston é uma executiva de publicidade que mora em São Francisco. Seu contador vai para a prisão e a aconselha a manter um diário de todas as suas despesas, pois ela com certeza será auditada. Katya é vaidosa e egoísta, tentando acompanhar a sociedade usando roupas de marca e tentando entrar em todos os clubes mais badalados. Ela é a melhor amiga de Eliza: uma benfeitora bem-intencionada, Ferguson: um acompanhante gay com problemas de autoestima e uma longa lista de ex-namorados, e Frangiapani: uma mulher que foi casada várias vezes.
Katya conhece o Royal Ball, um evento beneficente para a Youth Aid International e o maior evento social da temporada. Será lançado pelas irmãs socialite Dove e Fawn Greenstein. Ela descobre que não foi convidada por causa de uma indiscrição que teve por engano com o marido de Dove Greenstein no dia do casamento e mais tarde revelou a verdadeira idade de Dove a um tablóide local. Ela está desesperada para ir, especialmente quando descobre que todos os seus amigos estão indo.

## Elenco
- Jennifer Love Hewitt como Katya Livingston
- Colin Ferguson como Charles "Chuck" Fitz
- Joey Lawrence como Ferguson "Ferg" Smith
- Natassia Malthe como Frangiapani "Fran" Lee
- Daniel Roebuck como Alex "Lion" Krosgrov
- James Kirk como Sebastian
- Sonja Bennett como Eliza
- Stefanie Von Pfetten como Dove Greenstein
- Jennifer Clement como Gatekeeper
- David Lewis como Stan
- David Richmond-Peck como Teddy
- Meshach Peters como Sabelo
- Preston Cook como Bob
- Mike Viola como Steve
- Zak Santiago como Geoffrey